# Sarah Katrine Thygesen
Sarah Katrine Thygesen (født 5. november 2003) er en dansk fodboldspiller, som spiller for den danske Gjensidige kvindeliga-klub HB Køge og Danmarks kvindefodboldlandshold

## Klubkarriere
Thygesen indledte sin karriere i ungdomsklubben Jerne IF og senere Esbjerg fB, der i sommeren 2018 blev skiftet ud med KoldingQ (nu Kolding IF). Her begyndte hun for klubbens ungdomshold, først U16 og derefter U18, og med hendes udvikling blev hun i vinteren 2020 rykket op på klubbens førstehold hvor hun i starten af 2021 skrev under på en 2-årig kontrakt. Hun fik sin debut på Koldings ligahold mod Fortuna Hjørring, på hjemmebane 6. marts 2021, som endte med en 3-0 sejr til KoldingQ.

## Landsholdskarriere
Thygesen spillede sin første landskamp for det danske U16-landshold ved en UEFA turnering i Polen. Her fik hun debut mod Polen 3. april 2019, hvor hun blev skiftet ind i det 48. minut. Kampen endte 1-1. I alt har hun spillet 21 U-landskampe, med henholdsvis 6 for U16, 9 for U17 og 6 for U19.
I november 2021 blev hun for første gang udtaget til det danske kvindelandshold, da de i VM-kvalifikationen mødte Bosnien-Hercegovina på udebane 25. november 2021 og Rusland på hjemmebane 30. november 2021. Thygesen fik hertil sin debut mod førstnævnte, da hun i det 65. minut blev skiftet ind, mens hun ikke kom på banen mod Rusland.
| Hold          | Kampe | Vundne | Uafgjorte | Tabte | Målscore | Mål | Indsk. | Udsk. | Gule kort | Røde kort |
| ------------- | ----- | ------ | --------- | ----- | -------- | --- | ------ | ----- | --------- | --------- |
| A-Landshold   | 1     | 1      | 0         | 0     | 3-0      | 0   | 1      | 0     | 0         | 0         |
| U19-landshold | 9     | 7      | 1         | 1     | 15 - 1   | 1   | 1      | 2     | 1         | 0         |
| U17-landshold | 9     | 2      | 1         | 6     | 20 - 19  | 3   | 2      | 4     | 1         | 0         |
| U16-landshold | 6     | 3      | 2         | 1     | 12 - 9   | 2   | 2      | 3     | 0         | 0         |